# Wyoming (Schiff, 1912)
Die USS Wyoming war das Typschiff der gleichnamigen Klasse von Schlachtschiffen der United States Navy. Sie wurde 1910 auf Kiel gelegt und lief im Jahr darauf vom Stapel.

## Geschichte
Die Wyoming  wurde am 9. Februar 1910 in Philadelphia in der Werft von William Cramp and Sons auf Kiel gelegt, am 25. Mai 1911 vom Stapel gelassen und am 25. September 1912 für den Einsatz in der US-Atlantik-Flotte in Dienst gestellt. Nach ihrer Indienststellung wurden die letzten Ausrüstungsarbeiten in der New Yorker Marinewerft in den nächsten drei Monaten abgeschlossen. Am 30. Dezember begab sich das Schiff nach Hampton Roads, wo sie zum Flaggschiff von Konteradmiral Charles Johnston Badger ernannt wurde. Die Wyoming verließ Hampton Roads am 6. Januar 1913 in Richtung Karibik. Dort besuchte sie den Panamakanal, der kurz vor der Fertigstellung stand, und nahm anschließend an Flottenübungen vor Kuba teil. Am 4. März kehrte das Schiff wieder in die Heimat zurück. Anschließend nahm die Wyoming an Geschützübungen vor den Virginia Capes teil und wurde vom 18. April bis zum 7. Mai in New York repariert. Vom 7. bis 24. Mai nahm sie gemeinsam mit dem Rest der Flotte an einem Manöver vor Block Island teil. Während der Manöver machten die Maschinen des Schiffes Probleme, so dass sie vom 9. bis 19. Mai in Newport repariert werden mussten. Ende des Monats befand sie sich im Hafen von New York, um an den Feierlichkeiten zur Einweihung des Denkmals für den Panzerkreuzer Maine teilzunehmen, der am 15. Februar 1898 im Hafen von Havanna zerstört worden war. Am 4. Juni dampfte die Wyoming nach Annapolis, wo sie eine Besatzung von Seekadetten der Marineakademie zu einer Sommerreise vor Neuengland einschiffte. Ende August nahm die Wyoming an Geschütz- und Torpedoübungen teil. Am 16. September kehrte sie für Reparaturen nach New York zurück, die bis zum 2. Oktober andauerten. Danach absolvierte sie Testfahrten auf dem Weg nach Norfolk, um die Übungen vor den Virginia Capes fortzusetzen, bevor sie am 25. Oktober zu einem Freundschaftsbesuch nach Europa aufbrach. Dort besuchte sie Valletta, Neapel und Villefranche. Am 30. November verließ sie Europa und erreichte am 15. Dezember New York. Dort wurde sie zur Überholung eingedockt und kehrte am 6. Januar wieder nach Hampton Roads zurück. Bis zum 9. Januar 1914 nahm sie in Vorbereitung auf die jährlichen Flottenmanöver in der Karibik Kohle auf.
Die Manöver vor Guantanamo Bay und Guacanayabo Bay dauerten vom 26. Januar bis zum 15. März. Anschließend begab sich die Wyoming mit dem Rest der Flotte in den Sund vor Tangier für zusätzliche Trainings- und Schießübungen. Vom 3. April bis zum 9. Mai wurde das Schiff erneut überholt. Im April hatten die USA Veracruz besetzt, um den Schutz dortiger US-Bürger während der Mexikanischen Revolution zu gewährleisten. Daher wurde die Wyoming am 13. Mai mit weiteren Truppen nach Mexiko entsandt. Die Wyoming blieb bis zum Herbst vor Veracruz und kehrte anschließend nach Virginia Capes für weitere Übungsmanöver zurück. Am 6. Oktober fuhr sie nach New York, wo sie einer weiteren Überholung unterzogen wurde, die bis zum 15. Januar 1915 dauerte.
Vom 21. Januar bis zum 7. April 1915 nahm sie erneut an den jährlichen Manövern in der Karibik sowie an taktischen Manövern vor Block Island teil. Am 20. Dezember wurde sie in New York für eine Überholung eingedockt und nach Abschluss der Arbeiten am 6. Januar 1916 begab sich das Schiff erneut nach Guantanamo Bay und besuchte auf dem Weg dorthin Culebra und Port-au-Prince. Am 30. Januar lief sie in den Hafen von Guantanamo ein und nahm bis zum 10. April an Flottenmanövern teil. Vom 16. April bis zum 26. Juni wurde die Wyoming überholt und nahm bis zum Ende des Jahres an weiteren Übungsmanövern teil.

### Erster Weltkrieg
Obwohl die USA Deutschland bereits am 6. April 1917 den Krieg erklärten, verhinderte das Zögern des Navy Departments die sofortige Entsendung von Großkampfschiffen für den Einsatz in Europa. Nach einem direkten Ersuchen der britischen Admiralität und einer Reihe hochrangiger Stabsbesprechungen änderte sich die Meinung der Amerikaner und die Wyoming wurde zusammen mit der New York, der Delaware und der Florida am 25. November nach Großbritannien entsandt und am 7. Dezember 1917 als 6. Schlachtgeschwader in die Grand Fleet aufgenommen.
Am 6. Februar unternahm die Wyoming zusammen mit dem Rest des 6. Schlachtgeschwaders ihren ersten Kriegseinsatz, um zusammen mit acht britischen Zerstörern Konvoi OZ6 nach Stavanger in Norwegen zu eskortieren. Zwei Tage später erreichte der Konvoi unbehelligt Norwegen. Am 9. Februar verließ das 6. Schlachtgeschwader mit Konvoi HZ7 Norwegen in Richtung Schottland und erreichte zwei Tage später Scapa Flow. Bis zum Ende des Monats patrouillierte die Wyoming zum Schutz gegen einen weiteren Angriff der immer noch starken deutschen Hochseeflotte vor den Britischen Inseln. Am 8. März geleitete das 6. Schlachtgeschwader Konvoi OZ15 nach Stavanger und erreichte am 13. März Scapa Flow, nachdem die Wyoming, die Texas und die Florida zuvor in dichtem Nebel vom Rest des Geschwaders getrennt wurden. Mitte April bezog das 6. Schlachtgeschwader zusammen mit dem Rest der Grand Fleet seinen neuen Ankerplatz in Rosyth. Am 17. April lief das 6. Schlachtgeschwader mit Konvoi OZ25 zum letzten als Geleitschutz nach Norwegen und kehrte am 20. April nach Rosyth zurück. Am 30. Juni lief die Wyoming und der Rest des 6. Schlachtgeschwaders zusammen mit vier zu Minenlegern umgerüsteten Kreuzern in die Nordsee, um zwischen den Orkneyinseln und norwegischen Hoheitsgewässern ein Minenfeld zu legen. Nachdem bis zum 1. Juli über 2.200 Minen gelegt wurden, eskortierte das 6. Schlachtgeschwader Konvoi HZ40 auf seinem Weg nach Großbritannien und erreichte am 2. Juli Rosyth.
Am 21. November, nachdem der Waffenstillstand mit Deutschland den Krieg beendet hatte, trafen die Wyoming und eine alliierte Flotte von rund 370 Kriegsschiffen in der Nordsee auf die Hochseeflotte und eskortierten sie zu ihrer Internierung nach Scapa Flow. Am 12. Dezember verließ die Wyoming, nun als Flaggschiff von Konteradmiral William Sims, Großbritannien in Richtung Frankreich. Dort traf sie vor Brest auf die George Washington, die Präsident Woodrow Wilson zu den Friedensverhandlungen nach Paris brachte. Zwei Tage später kehrte die Wyoming nach Großbritannien zurück. Kurz darauf brach das Schiff in Richtung USA auf und erreichte am 25. Dezember New York. Dort blieb es bis zum Jahreswechsel und wurde am 18. Januar 1919 als Flaggschiff von Konteradmiral Robert Coontz der 7. Schlachtschiff-Division zugeteilt.

### Zwischenkriegszeit
Am 1. Februar 1919 verließ die Wyoming New York, um an den jährlichen Flottenmanövern vor Kuba teilzunehmen, bevor sie am 14. April nach New York zurückkehrte. Am 12. Mai verließ sie den Hafen, um eine Gruppe von Curtiss NC-Flugbooten bei der ersten Transatlantiküberquerung aus der Luft zu begleiten. Anschließend stach sie für eine weitere Sommerreise von Fähnrichen vor der Chesapeake Bay und den Virginia Capes in See. Nach Beendigung der Reise lief die Wyoming am 1. Juli in die Marinewerft von Norfolk, um für den Einsatz im Pazifik modernisiert zu werden. Nach dem Verlassen der Werft wurde sie als Flaggschiff der 6. Schlachtschiff-Division  der US-Pazifik-Flotte zugeteilt. Am 19. Juli verließen die Wyoming die Ostküste in Richtung Pazifik. Das Schiff durchquerte noch im selben Monat den Panamakanal und erreichte am 6. August San Diego.
Am 9. August wurde die Wyoming nach San Pedro verlegt, wo sie für den nächsten Monat stationiert war. Am 15. September wurde sie zur Überholung in der Puget Sound Marinewerft ausgemustert und nach Abschluss der Arbeiten am 19. April 1920 wieder in den aktiven Dienst gestellt.
Am 4. Mai 1920 nahm sie wieder ihre normale Routine der Flottenmanöver vor der kalifornischen Küste auf. Am 30. August verließ die Wyoming Kalifornien in Richtung Hawaii, wo sie bis September an weiteren Übungsmanövern teilnahm. Am 8. Oktober kehrte sie nach San Diego zurück, um weitere Manöver vor der Westküste durchzuführen. Am 5. Januar 1921 verließ das Schiff San Francisco für Geschützdrill und Übungsmanöver entlang der mittel- und südamerikanischen Küste, wo sie am 8. Februar in Valparaíso von Präsident Arturo Alessandri inspiziert wurde. Anschließend kehrte die Wyoming in die Heimat zurück und wurde vom 18. März bis August 1921 in Puget Sound überholt.
Am 2. August wurde die Wyoming nach Balboa entsandt, wo sie Konteradmiral Hugh Rodman für seine Reise nach New York einschiffte. Nach ihrer Ankunft am 19. August wurde sie als Flaggschiff von Admiral Hilary P. Jones der US-Atlantik-Flotte unterstellt. Die nächsten dreieinhalb Jahre verbrachte die Wyoming mit der üblichen Routine von Flottenübungen im Winter vor Kuba, gefolgt von Sommermanövern vor der Ostküste der USA. Im Januar und Februar 1924 nahm die Wyoming an den Flottenmanövern Fleet Problem III und IV teil. Im Sommer des gleichen Jahres lief sie im Rahmen einer weiteren Reise für Marinekadetten nach Europa und besuchte Torbay, Rotterdam, Gibraltar und die Azoren.
Am 14. Februar 1925 kehrte die Wyoming wieder nach Kalifornien zurück, wo sie an weiteren Flottenübungen teilnahm. Im April wurde das Schiff nach Hawaii beordert, wo sie bis Anfang Juni verblieb. Danach lief das Schiff wieder nach New York, um den Dienst vor der Küste von Neuengland wieder aufzunehmen. Von November bis Januar 1926 wurde die Wyoming einer weiteren Überholung unterzogen und lief nach den jährlichen Wintermanövern in der Karibik Ende Mai für eine erneute Sommerreise von Marinekadetten nach Annapolis. Nach Abschluss der Reise am 27. August wurde die Wyoming für eine Modernisierung nach Philadelphia beordert. Nach dem Ende der Modernisierungsarbeiten wurde die Wyoming der Aufklärungsflotte unter dem Kommando von Vizeadmiral Ashley Robertson unterstellt.
In den nächsten drei Jahren unternahm sie Ausbildungsfahrten mit Kadetten des Naval Reserve Officer Training Corps (NROTC) (dt. Marine-Reserve-Offiziersausbildungskorps) von verschiedenen Universitäten, darunter Yale, Harvard, Georgia und Northwestern. Diese Fahrten führten über den gesamten Atlantik, unter anderem in den Golf von Mexiko, zu den Azoren und nach Neuschottland. Auf einer dieser Fahrten im November 1928 nahm die Wyoming acht Überlebende des havarierten Dampfers Vestris auf und brachte sie am 16. November nach Norfolk. Am 19. September 1930 wurde die Wyoming der 2. Schlachtschiff-Division unterstellt, wo sie als Flaggschiff von Konteradmiral Wat T. Cluverius diente. Am 4. November wurde das Schiff dem Ausbildungsgeschwader der 2. Schlachtschiff-Division unter Konteradmiral Harley H. Christy zugewiesen.
Gemäß dem im Jahr zuvor unterzeichneten Londoner Flottenvertrag wurde die Wyoming im Mai 1931 entmilitarisiert. Dabei wurden ihre Torpedowülste, die Seitenpanzerung und die Geschütztürme 3, 4, und 5 entfernt. Nach Abschluss der Arbeiten wurde die Wyoming als Hilfsschiff wieder in den aktiven Dienst gestellt und als Schulschiff für Kanoniere eingesetzt. Bis zum Beginn des Zweiten Weltkriegs führte sie weitere Übungsmanöver durch und unternahm weitere Sommerreisen, bei denen sie Kiel, Funchal und Portsmouth besuchte.

### Zweiter Weltkrieg und Ende
Nach dem Ausbruch des Zweiten Weltkriegs in Europa im September 1939 wurde die Wyoming einer Marine-Reservetruppe im Atlantik zugeteilt. Vom 12. Januar bis zum 3. April 1944 folgte eine weitere Modernisierung in Norfolk. Dabei wurden auch die restlichen Geschütztürme entfernt und durch vier Zwillings- und zwei Einzellafetten für 12,7-cm-Geschütze ersetzt. Die Wyoming verblieb bis zum Ende des Krieges in ihrer Aufgabe als Schulschiff für Kanoniere. Am 11. Juli 1947 lief die Wyoming in Norfolk ein und wurde dort am 1. August außer Dienst gestellt. Am 16. September wurde das Schiff aus dem Marineregister gestrichen und am 30. Oktober zum Abwracken verkauft.

## Technik
Das Schiff hatte eine Gesamtlänge von 171 m, eine Wasserlinie von 169 m und eine Breite von 28 m. Der Tiefgang betrug 8,70 und die Verdrängung lag zwischen 26.000 tn.l. und 27.243 tn.l.

### Antrieb
Die Wyoming war mit vier Parsons-Turbinen ausgestattet, die jeweils eine Welle antrieben und insgesamt 26.000 Shp (20.594 kW) entwickelten, mit der sie eine Höchstgeschwindigkeit von 20,5 Knoten (38 km/h) erreichte. Der Dampf wurde von acht Wasserrohrkesseln von Babcock & Wilcox geliefert. Das Schiff konnte maximal 1.667 tn.l. Kohle oder 266 tn.l. Heizöl mitführen, was ihm bei 10 Knoten (19 km/h) eine Reichweite von 8.000 Seemeilen (14.820 km) ermöglichte. Die Besatzung des Schiffes bestand aus 1063 Offizieren und Mannschaft.

### Bewaffnung
Die Hauptbewaffnung bestand aus zwölf 30,5-cm-Geschützen in sechs Zwillingsgeschütztürmen, zwei vor und vier hinter den Aufbauten. Die 15 m langen Geschütze waren auf 498 t schweren Mk-9-Lafetten mit einem Seitenrichtbereich von −150° bis +150° montiert. Die Kanonen selbst wogen 56 t und hatten bei einer maximalen Elevation von 14,7° und einer Mündungsgeschwindigkeit von 884 m/s eine Reichweite von 21.950 m. Sie verschossen 394 kg schwere Granaten mit einer Kadenz von ca. drei Schuss pro Minute.
Die Sekundärbewaffnung bestand aus 21 12,7-cm-Kanonen in Kasematten an den Seiten des Schiffes. Die Geschütze waren auf Mark-15-Lafetten mit einem Seitenrichtbereich von −150° bis +150° montiert. Das Geschütz selbst wog 5 t und hatte bei einer maximalen Elevation von 25° und einer Mündungsgeschwindigkeit von 960 m/s eine Reichweite von 17.190 m. Außerdem war die Wyoming mit jeweils einem 53,3-cm-Torpedorohr auf jeder Breitseite ausgestattet.

### Panzerung
Die Wyoming hatte einen Panzergürtel aus Krupp-Zementstahl. Er erstreckte sich von Geschützturm 1 bis Geschützturm 6 und war 2,40 m hoch und 280 mm dick. Zusammen mit 280 mm starken Querschotten vorn und 229 achtern bildete er eine gepanzerte Zitadelle. Davor und dahinter verjüngte er sich auf 127 mm.
Das Schiff hatte ein gepanzertes Deck mit einer Dicke von 38 bis 64 mm. Die Geschütztürme hatten 305 mm dicke Seiten und ein 76 mm dickes Dach, und die Barbetten waren 280 mm dick. Die Kasematten der 12,7-cm-Geschütze waren 165–279 mm dick und der Kommandoturm hatte 292 mm dicke Seiten und ein 76 mm dickes Dach.

### Modifikationen
1925 wurde die Wyoming in der Marinewerft von Philadelphia modernisiert. Die Verdrängung erhöhte sich auf 26.066 tn.l. bzw. 30.610 tn.l. unter Volllast. Durch den Einbau von Torpedowülsten wurde das Schiff um vier Meter breiter und der Tiefgang stieg auf 9 m. Die zwölf kohlebefeuerten Kessel wurden durch vier ölbefeuerte White-Forster-Kessel ersetzt. Die Leistung blieb die gleiche. Die Deckspanzerung des Schiffes wurde durch eine zusätzliche Panzerung von 185 mm verstärkt. Fünf der 12,7-cm-Geschütze wurden entfernt und acht 7,6-cm-Flugabwehrkanonen installiert. Der Großmast wurde entfernt, um Platz für ein Flugzeugkatapult zu schaffen, das auf dem Turm Nummer 3 mittschiffs montiert wurde.